# Liolaemus boulengeri
Espèce
Synonymes
- Liolaemus micropholis Werner, 1910

Statut de conservation UICN

 LC  : Préoccupation mineure
Liolaemus boulengeri est une espèce de sauriens de la famille des Liolaemidae.

## Répartition
Cette espèce se rencontre :
- au Chili ;
- en Argentine dans les provinces de Mendoza, de Chubut et de Neuquén.

## Description
C'est un saurien ovipare.

## Étymologie
Cette espèce est nommée en l'honneur de George Albert Boulenger.

## Publication originale
- Koslowsky, 1898 : Enumeración sistemática y distribución geográfica de los reptiles argentinos. Revista del Museo de La Plata, vol. 8, p. 161–200 (texte intégral).